# Pastor-da-mantiqueira
O cão-pastor-da-mantiqueira, também chamado de "policialzinho", é uma raça de cães de pastoreio (boiadeiro) de porte médio que teve origem na Serra da Mantiqueira, na Região Sudeste do Brasil. A raça é reconhecida pela SOBRACI , ALKC e principalmente pela CBKC 

## Origem

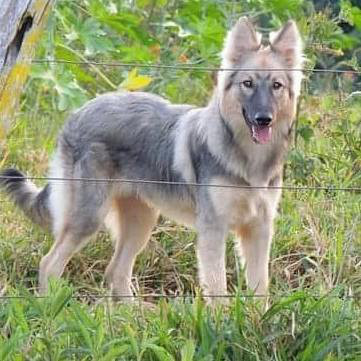
Cão pastor da mantiqueira

Ainda não são conclusivas as suas origens, mas é possível que descendam dos antigos cães que eram chamados de "policiais" e que por esta razão, até hoje, herdam este nome. Este é um dos nomes ("policialzinho") pelo qual os pastores-da-mantiqueira são conhecidos ainda hoje em sua região de origem. Este nome talvez esteja realmente ligado a sua ancestralidade.  
A primeira teoria de origem, considerou que pela aparência e aptidão para pastoreio, o pastor-mantiqueira poderia descender em menor grau das raças pastor belga[carece de fontes?] e pastor holandês[carece de fontes?].   
Mas, o pastor-da-mantiqueira pode ser, mais provavelmente, um descendente de cães ibéricos, como das raças Pastor garafiano e Pastor basco — ambas muito mais semelhantes ao cão brasileiro, em especial o Pastor garafiano — e até mesmo do Can de Palleiro; estas três raças citadas são de origem espanhola, e poderiam ter chegado ao Brasil durante a União Ibérica, o que é mais provável, além do que estas raças também compartilham grande similaridade física com o pastor-da-mantiqueira. Cães pastores de origem portuguesa, como o Cão-da-serra-da-estrela, também podem ter contribuído com a formação do Pastor da Mantiqueira.  

### História
Não foram encontradas ainda fontes históricas que apontem precisamente quais raças contribuíram na construção desta raça brasileira. Sejam quais forem seus ascendentes trazidos da Europa, estes teriam chegado à Serra da Mantiqueira no século XX, e nesta região cruzaram entre si e teriam sido selecionados na lida diária com os rebanhos, pelos peões e pelos tropeiros.  
Estes trabalhadores precisavam de um bom cão rústico de pastoreio, ágil, forte e resistente para conduzir a boiada por caminhos em que o peão em seu cavalo tinham dificuldade para chegar, devido ao relevo acidentado com declives muito acentuados da Serra da Mantiqueira. E dentro do que sabiam, sempre buscavam acasalar os cães que melhor atendiam as suas necessidades. Com esta seleção durante décadas surgiu a raça. A dificuldade de acesso a serra da mantiqueira também ajudou a manter o plantel da raça relativamente puro e preservado, afastado de genes exóticos de outras raças.

### Risco de extinção
A Serra da Mantiqueira teve uma mudança contínua e permanente até aos dias atuais em suas atividades econômicas. O gado tem sido substituído pela agricultura. Devido a isto, o uso destes cães tem sido cada vez menor e a atividade turística tem também ganhado força na região, atraindo cada vez mais pessoas interessadas em mudar-se de vez para a região, trazendo consigo seus cães. Por isso, o pastor da mantiqueira está cada vez mais ameaçado de extinção, seja pela pouca procura de seu talento na pecuária ou pela miscigenação com raças estrangeiras.

## Maiores populações
Apesar de a Serra da Mantiqueira localizar-se nos território dos estados de São Paulo, Minas Gerais e Rio de Janeiro, a maior incidência de cães desta raça está em municípios mineiros, sendo menor sua distribuição em municípios paulistas e fluminenses respectivamente. As cidades com a maior população da raça são em Minas Gerais os municípios de Virgínia, Passa Quatro, Marmelópolis, Delfim Moreira, Venceslau Brás, Itajubá, Piranguçu, Brasópolis, Gonçalves, Sapucaí Mirim, Paraisópolis, Conceição dos Ouros, Cachoeira de Minas, Santa Rita do Sapucaí, Piranguinho, Natércia, Pedralva, São José do Alegre, Heliodora, Cristina, Maria da Fé e Conceição das Pedras, já em São Paulo os municípios de maior incidência da raça são Monteiro Lobato, São Bento do Sapucaí, e Campos do Jordão.

## Características

### Físicas
Possuem pelagem em três tamanhos, curto, médio e longo, podendo ser de pelo liso ou crespo, as variedades são padronizadas na raça em pelos curto, liso ou crespo, as cores são preto, branco, castanho e dourado em vários tons, do escuro ao amarelo claro, nos cães destas cores, a maioria são de cor sólida, com ou sem máscara preta, mas há também os que possuem pequenas marcações nas outras cores, geralmente os castanhos e dourados é que possuem marcações nas cores preto e branco, e nestes casos são geralmente nas patas, peitoral, pescoço, pontas das orelhas e caudas.
Também há uma minoria de espécies bicolores de castanho e preto, estes geralmente com manto preto em toda a extensão do dorso sobre o corpo castanho. E certamente a cor mais comum na raça é o azulego, que caracteriza-se na raça com uma base amarela em qualquer tom com pelos pretos interpolados, em suas várias nuances, que dão ao cão um aspecto amarelado fosco, ou acinzentado na maioria das vezes, e também azulado em alguns.
O corpo é quadrangular denotando grande agilidade, o porte é médio. A cabeça possui orelhas eretas e voltadas para frente, o focinho é fino e os olhos podem ou não ser de cores diferentes.

### Psíquicas
Suas habilidades como pastor de bovinos são apreciadas entre os peões da Serra da Mantiqueira, formando uma tríplice: peão, cavalo e cão, que tem contribuído com a economia da região durante séculos. São cães rústicos e ágeis, e se dedicam por instinto as lides de gado, auxiliando a tocar o gado pelas íngremes montanhas da serra da Mantiqueira, ou a reunir o gado nos currais quando chegam a seu destino. Diz-se entre os habitantes desta região que o pastor da mantiqueira é uma ferramenta de trabalho indispensável para o peão na serra da Mantiqueira.

#### Raças ancestrais:
- Pastor garafiano
- Can de Palleiro
- Pastor Basco

Outras raças brasileiras:
- Ovelheiro-gaúcho
- Fila brasileiro
- Dogo brasileiro
- Veadeiro-pampeano
- Rastreador-brasileiro